# 30 de janeiro
30 de janeiro é o 30.º dia do ano no calendário gregoriano. Faltam 335 dias para acabar o ano (336 em anos bissextos).

## Eventos históricos

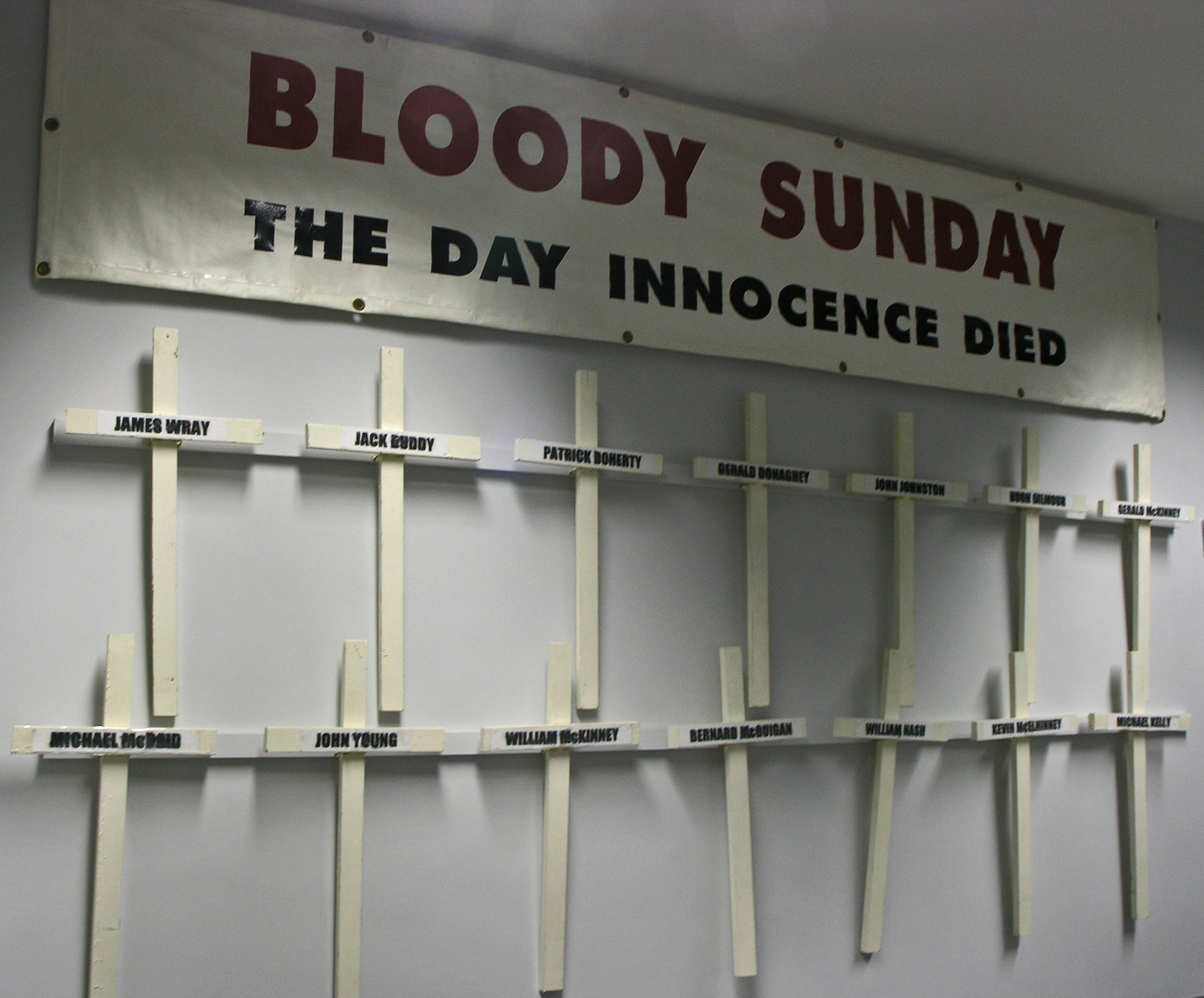
1972: Domingo Sangrento.

- 516 a.C. — Término da construção do Segundo Templo de Jerusalém.
- 1018 — Polônia e o Sacro Império Romano-Germânico (atual Alemanha) concluem a Paz de Bautzen, encerrando a Guerra Germano-Polonesa.
- 1648 — Assinado na cidade de Münster um dos Tratados de Paz de Vestfália que deu fim à Guerra dos Oitenta Anos.
- 1649 — Carlos I da Inglaterra, Irlanda e Escócia é executado em Whitehall, Londres.[1]
- 1661 — Oliver Cromwell, Lorde Protetor da Comunidade da Inglaterra, é executado ritualmente mais de dois anos depois de sua morte, no 12.º aniversário da execução do monarca que ele mesmo depôs.
- 1703 — Os quarenta e sete rōnin (samurais sem um senhor), sob o comando de Ōishi Yoshio, vingam a morte de seu mestre, matando Kira Yoshinaka.
- 1820 — Edward Bransfield avista a península Trinity e reivindica a descoberta da Antártida.
- 1826 — Inauguração da Ponte Suspensa Menai, considerada a primeira ponte suspensa moderna do mundo, ligando a Ilha de Anglesey à costa noroeste do País de Gales.
- 1835 — Na primeira tentativa de assassinato contra um presidente dos Estados Unidos, Richard Lawrence tenta atirar no presidente Andrew Jackson, mas falha e é subjugado por uma multidão, incluindo vários congressistas, bem como o próprio Jackson.[2]
- 1862 — Lançado o primeiro navio de guerra encouraçado a vapor americano, o USS Monitor.
- 1869 — Publicada por Angelo Agostini na revista A Vida Fluminense, As Aventuras de Nhô Quim ou Impressões de Uma Viagem à Corte, considerada a primeira história em quadrinhos brasileira e uma das mais antigas do mundo.
- 1889 — Incidente de Mayerling: Rodolfo, Príncipe Herdeiro da Áustria, é encontrado morto com sua amante a baronesa Maria Vetsera.
- 1902 — Primeira Aliança Anglo-Japonesa é assinada em Londres.
- 1908 — O então advogado Mohandas Gandhi é libertado da prisão por Jan Smuts após ser julgado e condenado a dois meses de prisão no início do mês. Anos mais tarde este advogado seria conhecido como Mahatma Gandhi.
- 1916 — Encerrada a Correspondência Hussein-McMahon entre Huceine ibne Ali, Xerife de Meca e o oficial britânico Henry McMahon sobre a Revolta Árabe contra o Império Otomano.
- 1925 — O Governo da Turquia expulsa o Patriarca Constantino VI de Istambul.
- 1930 — O Politburo do Partido Comunista da União Soviética ordena o confisco de terras pertencentes a um milhão de famílias de prósperos camponeses numa campanha de Deskulakização. Isto resulta em execuções e deportações forçadas de milhões.[3]
- 1933 — Adolf Hitler é empossado como Chanceler da Alemanha.
- 1939 — Durante um discurso no Reichstag, Adolf Hitler faz uma previsão sobre o fim da raça judaica na Europa se outra guerra mundial ocorresse.[4]
- 1942 — Segunda Guerra Mundial: Batalha de Amboina. As forças japonesas invadem a ilha de Amboina nas Índias Orientais Holandesas. Cerca de 300 soldados aliados capturados são massacrados no aeródromo de Laha. Três quartos dos prisioneiros de guerra restantes não sobreviveram ao final da guerra, incluindo 250 homens que foram enviados para a ilha Hainan no mar da China Meridional e nunca voltaram.
- 1945 — Segunda Guerra Mundial: MV Wilhelm Gustloff, repleto de refugiados alemães, afunda no mar Báltico depois de ter sido torpedeado por um submarino soviético, matando aproximadamente 9 500 pessoas.
- 1948 — Mahatma Gandhi é assassinado pelo extremista hindu Nathuram Godse.
- 1956 — Casa do líder dos direitos civis afro-americanos Martin Luther King Jr. é alvo de coquetéis molotov em retaliação ao boicote aos ônibus de Montgomery.
- 1959 — As forças do Sultanato de Mascate ocupam as últimas fortalezas dos Imamatos de Omã, Saique e Shuraijah, marcando o fim da Guerra de Jabal Acdar em Omã.
- 1964 — Em um golpe sem derramamento de sangue, o general Nguyễn Khánh derruba a junta militar do general Dương Văn Minh no Vietnã do Sul.
- 1968 — Guerra do Vietnã: lançamento da Ofensiva do Tet pelas forças vietcongues e do exército vietnamita do Norte contra o Vietnã do Sul, os Estados Unidos e seus aliados.
- 1969 — Última apresentação pública dos Beatles, no telhado da Apple Records em Londres. O show improvisado é interrompido pela polícia.[5]
- 1972
  - Conflito na Irlanda do Norte: Domingo Sangrento: paraquedistas britânicos abrem fogo contra manifestantes católicos em Derry, Irlanda do Norte, matando 13 pessoas; outra pessoa morre depois de lesões sofridas.
  - Paquistão deixa a Comunidade das Nações em protesto contra o reconhecimento do Bangladesh separatista.
- 1974 — O voo 806 da Pan Am cai perto do Aeroporto Internacional de Pago Pago, na Samoa Americana, matando 97 pessoas.[6]
- 1979 — Boeing 707-323C cargueiro da Varig, pilotado pelo mesmo comandante do Voo RG-820, desaparece sobre o oceano Pacífico 30 minutos depois de decolar de Tóquio.
- 1982 — Richard Skrenta escreve o primeiro código de vírus de PC, disfarçado como um programa de inicialização da Apple chamado "Elk Cloner".
- 1989 — A embaixada americana em Cabul, Afeganistão é fechada.[7]
- 1995 — Funcionários dos Institutos Nacionais da Saúde anunciam o sucesso dos ensaios clínicos que testam o primeiro tratamento preventivo para a anemia falciforme.
- 2000
  - O voo Kenya Airways 431 cai no Oceano Atlântico, no litoral da Costa do Marfim, matando 169 pessoas.
  - Uma ruptura de barragem na bacia de águas residuais de uma mina de ouro na cidade romena de Baia Mare causa a maior catástrofe ambiental em partes da Europa Oriental desde o acidente nuclear em Chernobyl. Águas residuais contendo cianeto e metais pesados destroem peixes, outros organismos aquáticos e pássaros ao longo de centenas de quilômetros em seu caminho via Someș e Tisza para o Danúbio.
- 2007 — Microsoft lança o sistema operacional Windows Vista.
- 2013 — Naro-1 torna-se o primeiro veículo de lançamento fabricado pela Coreia do Sul.
- 2020 — A Organização Mundial da Saúde declara o COVID-19 como uma Emergência de Saúde Pública de Importância Internacional.[8]
- 2023 — Atentado terrorista em mesquita de Pexauar, Paquistão, causa pelo menos 100 mortes e deixa outras 220 pessoas feridas.

## Nascimentos

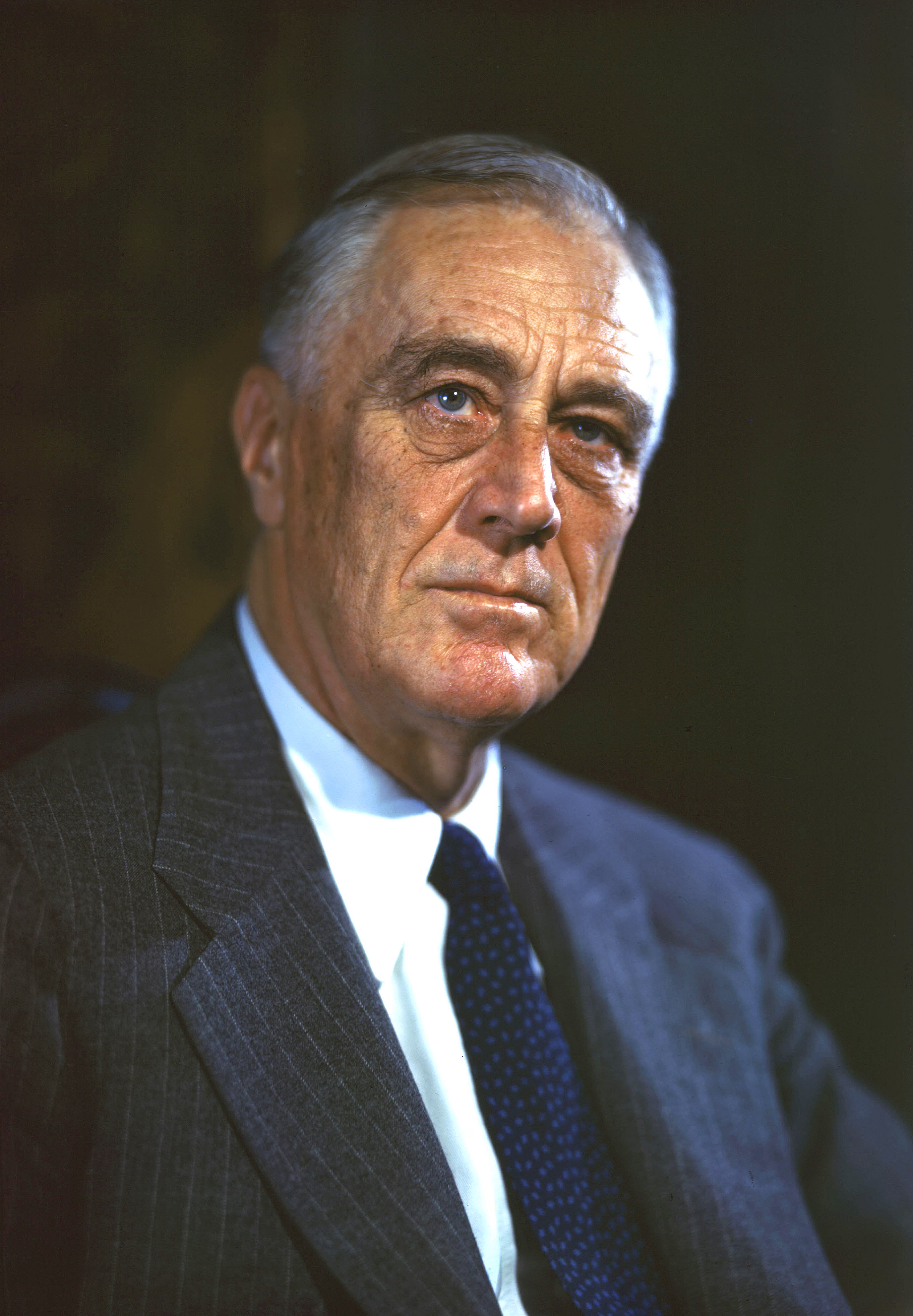
Franklin D. Roosevelt

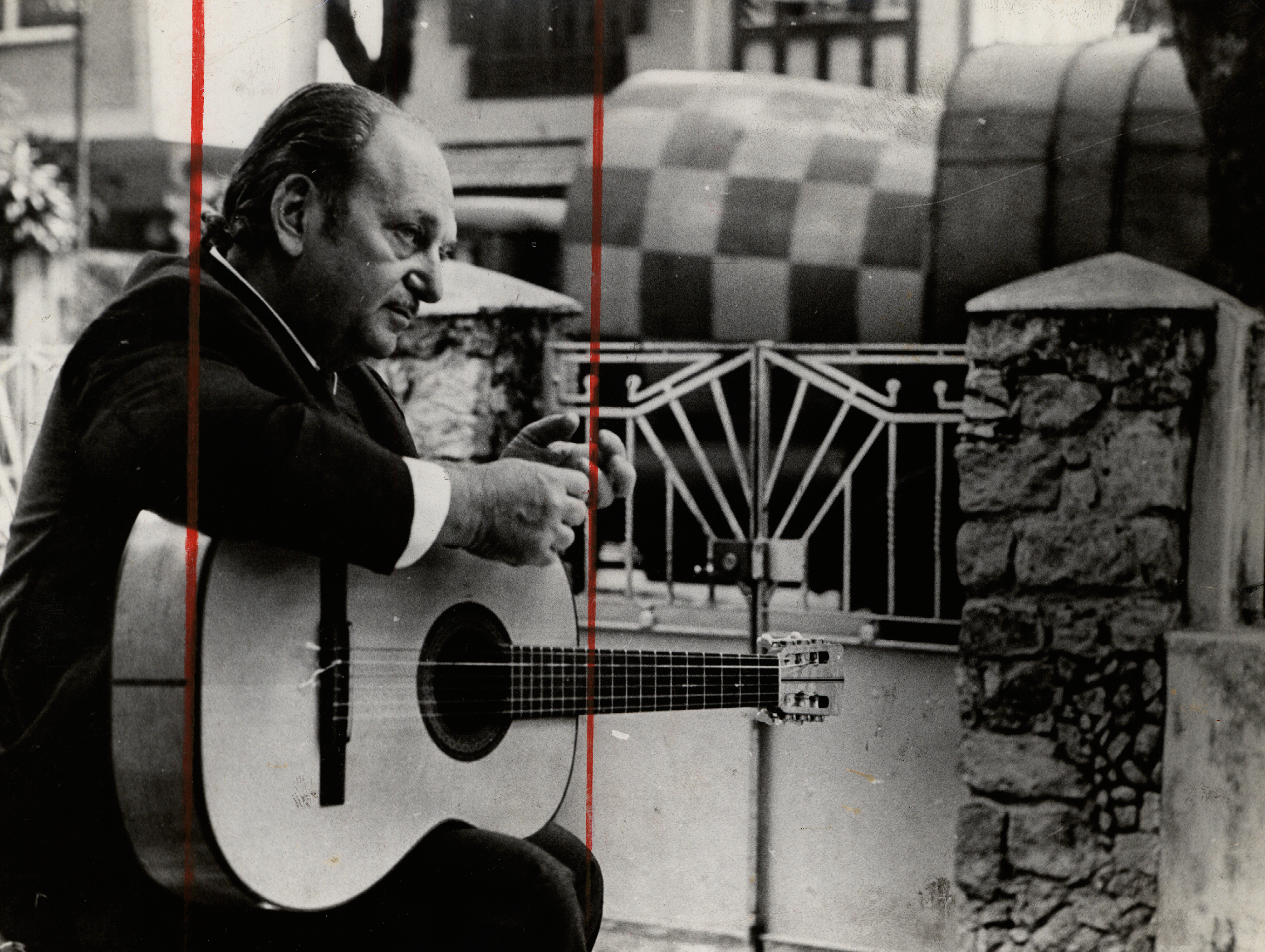
Herivelto Martins

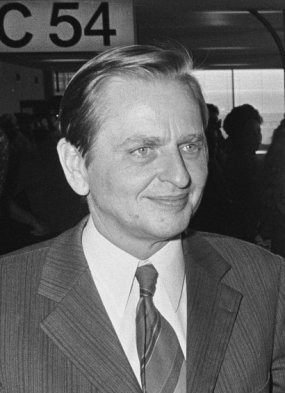
Olof Palme

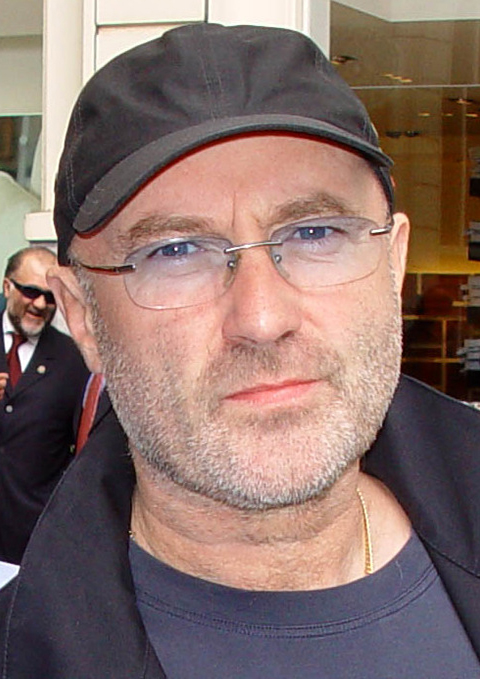
Phil Collins

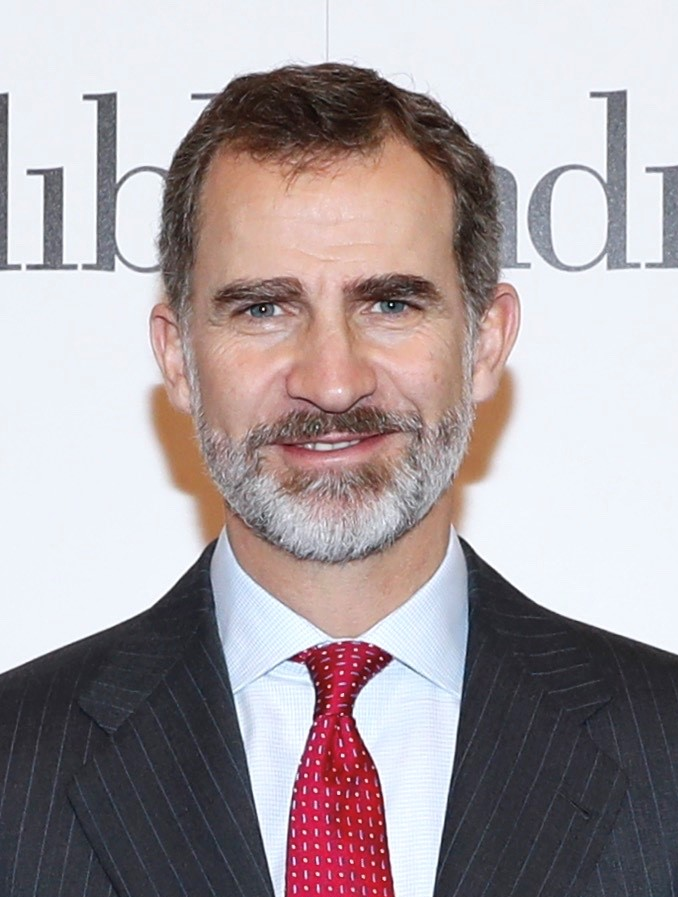
Filipe VI de Espanha

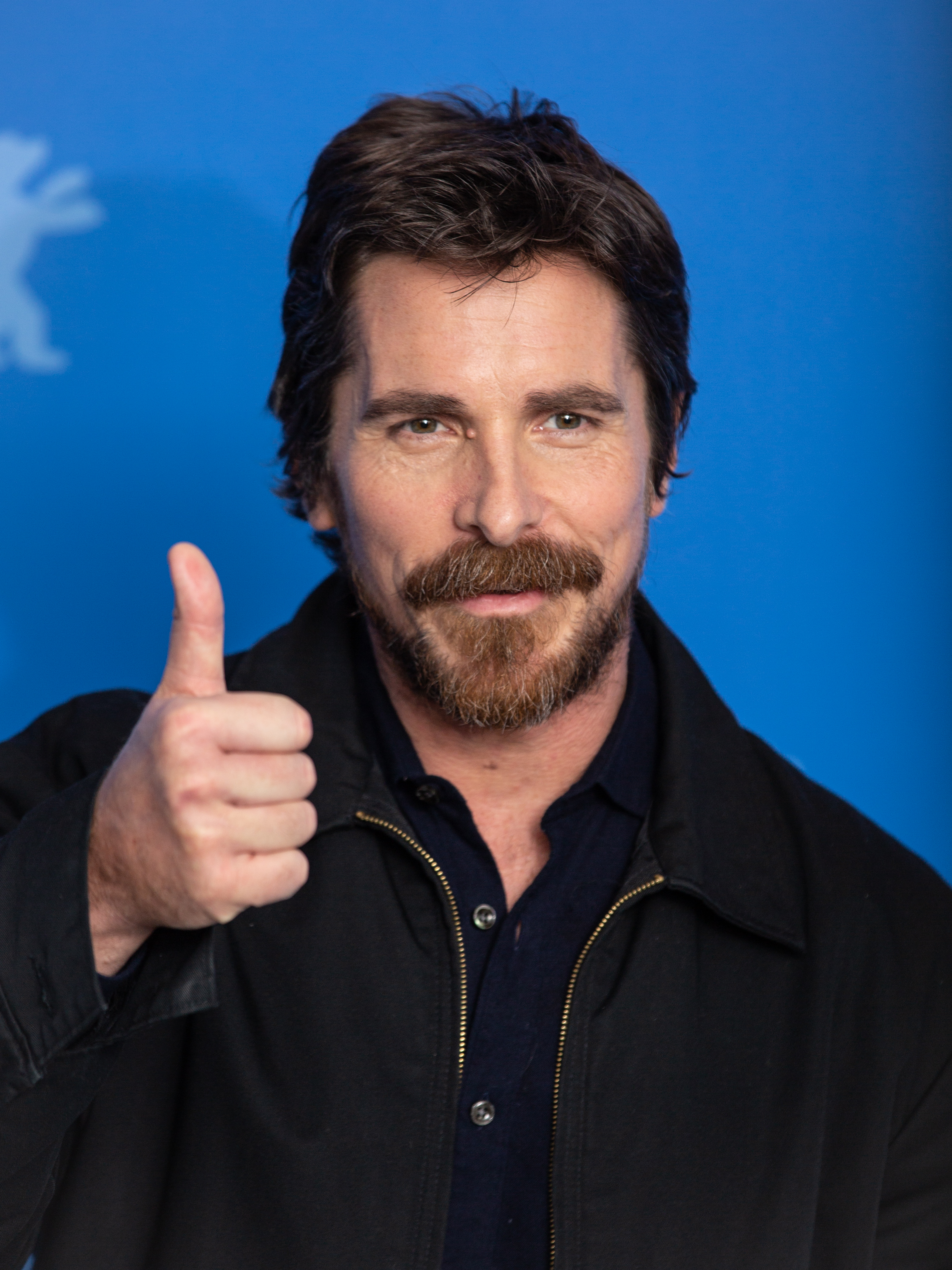
Christian Bale

### Anteriores ao século XIX
- 58 a.C. — Lívia Drusa, imperatriz consorte romana (m. 29).
- 0133 — Dídio Juliano, imperador romano (m. 193).
- 1517 — Johannes Aurifaber, teólogo e reformador alemão (m. 1568).
- 1563 — Franciscus Gomarus, teólogo e acadêmico neerlandês (m. 1641).
- 1615 — Thomas Rolfe, colono inglês (m. 1675).
- 1670 — Arnold Joost van Keppel, nobre e militar neerlandês (m. 1718).
- 1697 — Johann Joachim Quantz, compositor e flautista alemão (m. 1773).
- 1754 — Leopoldina de Liechtenstein, condessa de Hesse-Rotemburgo (m. 1823).
- 1768 — Amália de Solms-Baruth (m. 1847).
- 1775 — Walter Savage Landor, poeta e escritor britânico (m. 1864).
- 1780 — Israel Pickens, político norte-americano (m. 1827).
- 1781 — Adelbert von Chamisso, botânico e poeta alemão (m. 1838).

### Século XIX
- 1816 — Nathaniel Prentice Banks, general e político norte-americano (m. 1894).
- 1822 — Franz Ritter von Hauer, geólogo e curador austríaco (m. 1899).
- 1828 — Rainilaiarivoni, político malgaxe (m. 1896).
- 1832 — Luísa Fernanda de Bourbon, infanta da Espanha (m. 1897).
- 1839 — Samuel Chapman Armstrong, educador norte-americano (m. 1893).
- 1841 — Félix Faure, político francês (m. 1899).
- 1845 — José Domingo de Obaldía, político panamenho (m. 1910).
- 1846 — Ângela da Cruz, freira e santa espanhola (m. 1932).
- 1848 — Ferdinand Mannlicher, engenheiro e desenhista de armas austríaco (m. 1904).
- 1853 — Manuel Vitorino, político brasileiro (m. 1902).
- 1868 — Frederico de Eschaumburgo-Lipa (m. 1945).
- 1874 — Teresa Feoderovna Ries, escultora e pintora austríaca (m. 1950).
- 1876 — Henrique Alvim Corrêa, desenhista, pintor e ilustrador brasileiro (m. 1910).
- 1878 — Anton Hansen Tammsaare, escritor estoniano (m. 1940).
- 1882 — Franklin D. Roosevelt, advogado e político norte-americano (m. 1945).
- 1883 — Hildegard Burjan, política austríaca (m. 1933).
- 1884 — Pedro Pablo Ramírez, militar e político argentino (m. 1962).
- 1886
  - Alfonso Daniel Manuel Rodríguez Castelao, escritor espanhol (m. 1950).
  - Alexander Zaïd, sionista russo (m. 1938).
- 1890 — Albert Zürner, saltador alemão (m. 1920).
- 1894 — Bóris III da Bulgária (m. 1943).
- 1899
  - Max Theiler, virologista e acadêmico sul-africano-americano (m. 1972).
  - Martita Hunt, atriz argentina-britânica (m. 1969).

### Século XX

#### 1901–1950
- 1901 — Rudolf Caracciola, automobilista alemão (m. 1959).
- 1902 — Nikolaus Pevsner, historiador de arte teuto-britânico (m. 1983).
- 1908 — José Manuel Soares, futebolista português (m. 1931).
- 1909 — Saul Alinsky, escritor e ativista comunitário norte-americano (m. 1972).
- 1911
  - Hugh Marlowe, ator norte-americano (m. 1982).
  - Abderrahmane Farès, advogado e político argelino (m. 1991).
- 1912
  - Barbara W. Tuchman, historiadora e escritora americana (m. 1989).
  - Francis Schaeffer, pastor e teólogo americano (m. 1984).
  - Herivelto Martins, compositor e ator brasileiro (m. 1992).
- 1913 — Amrita Sher-Gil, pintora indiana (m. 1941).
- 1914
  - John Ireland, ator e cineasta canadense-americano (m. 1992).
  - David Wayne, ator norte-americano (m. 1995).
- 1915
  - John Profumo, militar e político britânico (m. 2006).
  - Joachim Peiper, oficial alemão (m. 1976).
- 1917 — Paul Frère, jornalista e automobilista belga (m. 2008).
- 1919 — Waldir Calmon, pianista brasileiro (m. 1982)
- 1920
  - Michael Anderson, diretor e produtor de cinema britânico (m. 2018).
  - Delbert Mann, diretor e produtor de cinema estadunidense (m. 2007).
  - Machiko Hasegawa, desenhista japonesa (m. 1992).
  - Carwood Lipton, militar norte-americano (m. 2001).
- 1923 — Walt Dropo, jogador de basquete e beisebol norte-americano (m. 2010).
- 1924
  - S. N. Goenka, escritor e educador birmano-indiano (m. 2013).
  - Jaime Caetano Braun, poeta brasileiro (m. 1999).
- 1925
  - Dorothy Malone, atriz estadunidense (m. 2018).
  - Douglas Engelbart, cientista da computação norte-americano (m. 2013).
- 1927 — Olof Palme, político sueco (m. 1986).
- 1928 — Harold Prince, diretor e produtor americano (m. 2019).
- 1929 — Lucille Teasdale-Corti, médica e humanitária canadense-italiana (m. 1996).
- 1930
  - Gene Hackman, ator e escritor estadunidense (m. 2025).
  - Egon Klepsch, político alemão (m. 2010).
- 1931 — Shirley Hazzard, romancista, contista e ensaísta australiano-americana (m. 2016).
- 1933 — Sergio Rénan, ator, diretor teatral, roteirista e cineasta argentino (m. 2015).
- 1934
  - Giovanni Battista Re, cardeal italiano.
  - Tammy Grimes, atriz e cantora norte-americana (m. 2016).
- 1935 — Elsa Martinelli, atriz italiana (m. 2017).
- 1937
  - Boris Spassky, enxadrista e teórico russo.
  - Vanessa Redgrave, atriz britânica.
- 1938 — Islam Karimov, político uzbeque (m. 2016).
- 1939 — Jovan Miladinović, futebolista sérvio (m. 1982).
- 1940 — Teolinda Gersão, escritora portuguesa.
- 1941
  - Gregory Benford, astrofísico e escritor americano.
  - Dick Cheney, empresário e político norte-americano.
- 1942 — Marty Balin, cantor, compositor e guitarrista norte-americano (m. 2018).
- 1943 — Maria Filomena Mónica, jornalista portuguesa.
- 1945
  - Otávio Augusto, ator brasileiro.
  - Cristina Rota, atriz, produtora e professora de arte argentina.
- 1947 — Steve Marriott, cantor, compositor e guitarrista britânico (m. 1991).
- 1948
  - Miles Reid, matemático e acadêmico britânico.
  - Nick Broomfield, diretor e produtor britânico.
- 1949
  - Peter Agre, médico e biólogo estadunidense.
  - Francisco Jesuíno Avanzi, futebolista brasileiro (m. 2009).
  - Viktor Kratasyuk, canoísta georgiano (m. 2003).
- 1950
  - Trinidad Silva, ator norte-americano (m. 1988).
  - Bahram Mavaddat, ex-futebolista iraniano.
  - Reinhold Kauder, ex-canoísta alemão.

#### 1951–2000
- 1951 — Phil Collins, baterista, cantor, compositor, produtor e ator britânico.
- 1953 — Steven Zaillian, diretor, produtor de cinema e roteirista norte-americano.
- 1954
  - François Ndoumbé, ex-futebolista camaronês.
  - Jude Thaddaeus Ruwa’ichi, arcebispo tanzaniano.
- 1955 — Mychal Thompson, ex-basquetebolista bahamense.
- 1956
  - Keiichi Tsuchiya, ex-automobilista japonês.
  - Ann Dowd, atriz norte-americana.
- 1957
  - Payne Stewart, golfista americano (m. 1999).
  - Cornel Durău, ex-handebolista romeno.
  - Eraldo Leite, jornalista e radialista brasileiro.
- 1958 — Marek Łbik, ex-canoísta polonês.
- 1959 — Jody Watley, cantora, compositora e produtora musical norte-americana.
- 1960 — Alejandro Sokol, compositor e músico argentino (m. 2009).
- 1961
  - Liu Gang, matemático, físico e cientista da computação chinês.
  - Peter Loy Chong, arcebispo fijiano.
- 1962
  - Abdullah II da Jordânia.
  - Éric de Moulins-Beaufort, bispo católico francês.
- 1964 — Marcel Jacob, músico sueco (m. 2009).
- 1965
  - Marcelo Bonfá, músico brasileiro.
  - Wolfgang Feiersinger, ex-futebolista austríaco.
- 1967 — Maya Harris, advogada norte-americana.
- 1968
  - Filipe VI da Espanha.
  - Tony Maudsley, ator britânico.
  - Eddy Bouwmans, ex-ciclista neerlandês.
- 1969
  - Flavio Anastasia, ex-ciclista italiano.
  - Carl Oliver, ex-velocista bahamense.
- 1970
  - Maria Luísa Mendonça, atriz brasileira.
  - Kimiya Yui, astronauta japonês.
  - Yves Vanderhaeghe, ex-futebolista e treinador de futebol belga.
- 1971
  - Luis Manuel Ávila, ator e cantor mexicano.
  - Sergio Alejandro Hernández, ex-futebolista venezuelano.
  - Erik Rubín, cantor mexicano.
  - Rejane Arruda, atriz, diretora e dramaturga brasileira.
  - Kimo von Oelhoffen, ex-jogador de futebol americano estadunidense.
- 1973
  - Jordan Prentice, ator canadense.
  - Mihaela Ciobanu, ex-handebolista espanholat.
  - Olivier Marceau, triatleta francês.
- 1974
  - Christian Bale, ator britânico.
  - Olivia Colman, atriz britânica.
  - Sebastián Rambert, ex-futebolista e treinador de futebol argentino.
- 1975
  - Yumi Yoshimura, cantora japonesa.
  - Juninho Pernambucano, ex-futebolista e dirigente esportivo brasileiro.
  - Luigi Sartor, ex-futebolista italiano.
  - Erol Bulut, ex-futebolista e treinador de futebol turco.
- 1976
  - Andy Milonakis, comediante norte-americano.
  - Richardson, ex-futebolista brasileiro.
  - Cristian Brocchi, ex-futebolista e treinador de futebol italiano.
  - Georgi Hristov, ex-futebolista macedônio.
- 1978
  - Jaime Correia, automobilista português.
  - Omar Briceño, ex-futebolista mexicano.
- 1979
  - Luis Amaranto Perea, ex-futebolista colombiano.
  - Raphael Schäfer, ex-futebolista alemão.
  - Michelle Langstone, atriz neozelandesa.
  - Otmane El Assas, ex-futebolista marroquino.
- 1980
  - Daray, músico polonês.
  - Josh Kelley, músico norte-americano.
  - Damares, cantora brasileira.
  - Katell Quillévéré, cineasta e roteirista francesa.
  - Wilmer Valderrama, ator e produtor norte-americano.
  - Lee Zeldin, advogado, militar e político norte-americano.
- 1981
  - Peter Crouch, ex-futebolista britânico.
  - Mathias Lauda, ex-automobilista austríaco.
  - Dimitar Berbatov, ex-futebolista búlgaro.
  - Afonso Alves, ex-futebolista brasileiro.
- 1982
  - Nádson, ex-futebolista brasileiro.
  - Gilles Yapi Yapo, ex-futebolista marfinense.
- 1983
  - Daniel Di Tomasso, ator e modelo canadense.
  - Steve Morabito, ex-ciclista suíço.
- 1984
  - Júnior dos Santos, lutador brasileiro de artes marciais mistas.
  - Kid Cudi, músico estadunidense.
- 1985
  - Gisela Dulko, ex-tenista argentina.
  - Tomás Costa, ex-futebolista argentino.
  - Branislav Mitrović, jogador de polo aquático sérvio.
  - Richie Porte, ex-ciclista australiano.
- 1986
  - Léo Gamalho, futebolista brasileiro.
  - Vincent Millot, tenista francês.
  - Bernardo Velasco, ator brasileiro.
  - Lucas Biglia, ex-futebolista argentino.
  - Jonathan Martins Pereira, ex-futebolista francês.
- 1987
  - Renato Santos, futebolista brasileiro.
  - Arda Turan, ex-futebolista e treinador de futebol turco.
  - Becky Lynch, wrestler profissional irlandesa.
  - Phil Lester, radialista britânico.
- 1988
  - Léo, futebolista brasileiro.
  - Hudson, ex-futebolista brasileiro.
- 1989
  - Khleo Thomas, rapper e ator norte-americano.
  - Regina Kulikova, ex-tenista russa.
  - Tomás Mejías, futebolista espanhol.
  - Josip Pivarić, ex-futebolista croata.
  - Kylie Bunbury, atriz canadense.
  - Gustavo Mendes, ator e humorista brasileiro.
- 1990
  - Yoon Bo-ra, cantora sul-coreana.
  - Jake Thomas, ator estado-unidense.
  - Wagner da Silva Souza, futebolista brasileiro.
  - Eiza González, atriz e cantora mexicana.
- 1991 — Igor Cosso, ator e roteirista brasileiro.
- 1992
  - Filip Đuričić, futebolista sérvio.
  - Rachael Watson, nadadora paralímpica australiana.
  - Omar Gaber, futebolista egípcio.
- 1993
  - Thitipoom Techaapaikhun, ator tailandês.
  - Katy Marchant, ciclista de pista britânica.
- 1994 — Filip Peliwo, tenista canadense.
- 1995
  - Viktoria Komova, ex-ginasta russa.
  - Danielle Campbell, atriz norte-americana.
  - Jack Laugher, saltador britânico.
  - Tomás Podstawski, futebolista português.
  - Marcos Llorente, futebolista espanhol.
- 1996
  - Bethan Wright, atriz e modelo britânica.
  - Xiao Ruoteng, ginasta chinês.
- 1997 — Luís Oyama, futebolista brasileiro.
- 1998
  - Marcus D'Almeida, arqueiro brasileiro.
  - Grigoris Kastanos, futebolista cipriota.
  - Lucas Silva, futebolista brasileiro.
- 1999 — Ibon Ruiz, ciclista espanhol.
- 2000 — Benee, cantora neozelandesa.

### Século XXI
- 2001 — Curtis Jones, futebolista britânico
- 2002
  - Tyla, cantora, compositora e dançarina sul-africana.
  - Taylor Harwood-Bellis, futebolista britânico.

## Mortes

### Anteriores ao século XIX
- 0680 — Batilda, rainha franca (n. 626).
- 0784 — Ambrósio Autperto, monge beneditino franco (n. 730).
- 0970 — Pedro I da Bulgária (n. ?).
- 1181 — Takakura, imperador japonês (n. 1161).
- 1230 — Paio Galvão, advogado e cardeal leonês (n. 1165).
- 1314 — Nicolau III de Saint Omer (n. ?).
- 1574 — Damião de Góis, historiador e filósofo português (n. 1502).
- 1649 — Carlos I da Inglaterra (n. 1600).
- 1670 — Louis Barbier, prelado francês (n. 1593).
- 1695 — Diana Russell, Condessa de Bradford (n. 1624).
- 1730 — Pedro II da Rússia (n. 1715).

### Século XIX
- 1836 — Betsy Ross, costureira americana (n. 1752).
- 1838 — Osceola, líder tribal americano (n. 1804).
- 1858 — Coenraad Jacob Temminck, zoólogo e ornitólogo neerlandês (n. 1778).
- 1867 — Komei, imperador do Japão (n. 1831).
- 1868 — Eléonore Denuelle de La Plaigne, amante do imperador Napoleão Bonaparte (n. 1787).
- 1888 — Asa Gray, botânico estadunidense (n. 1810).
- 1889 — Rodolfo, Príncipe Herdeiro da Áustria (n. 1858).

### Século XX
- 1926 — Barbara La Marr, atriz americana (n. 1896).
- 1928 — Johannes Fibiger, médico e acadêmico dinamarquês (n. 1867).
- 1929 — La Goulue, modelo e dançarina francesa (n. 1866).
- 1934 — Frank Nelson Doubleday, editor americano (n. 1862).
- 1938 — Cairbar Schutel, político e escritor espírita brasileiro (n. 1868).
- 1947 — Frederick Frost Blackman, botânico e fisiologista britânico (n. 1866).
- 1948
  - Arthur Coningham, marechal do ar australiano (n. 1895).
  - Mahatma Gandhi, político e pacifista indiano (n. 1869).
  - Orville Wright, inventor norte-americano (n. 1871).
- 1951 — Ferdinand Porsche, engenheiro de automóveis e empresário austro-alemão (n. 1875).
- 1958
  - Jean Crotti, pintor suíço (n. 1878).
  - Ernst Heinkel, engenheiro e empresário alemão (n. 1888).
- 1962 — Manuel Dias de Abreu, médico e engenheiro brasileiro (n. 1894).
- 1963 — Francis Poulenc, pianista e compositor francês (n. 1899).
- 1969 — Dominique Pire, religioso católico belga (n. 1910).
- 1972 — Pavel Roman, patinador artístico tchecoslovaco (n. 1943).
- 1980 — Professor Longhair, cantor, compositor e pianista americano (n. 1918).
- 1982 — Lightnin' Hopkins, cantor, compositor e guitarrista americano (n. 1912).
- 1984 — Luke Kelly, cantor e músico irlandês (n. 1940).
- 1989
  - Carlos Alexandre, cantor e compositor brasileiro (n. 1957).
  - Afonso, Duque de Anjou e Cádis (n. 1936).
- 1991 — John Bardeen, físico e engenheiro estadunidense (n. 1908).
- 1994 — Pierre Boulle, militar e escritor francês (n. 1912).

### Século XXI
- 2001 — Jean-Pierre Aumont, militar e ator francês (n. 1911).
- 2002 — Ênio Santos, ator brasileiro (n. 1922).
- 2004 — José Álvaro Morais, cineasta português (n. 1943).
- 2006 — Coretta King, escritora e ativista norte-americana (n. 1927).
- 2007 — Sidney Sheldon, escritor e roteirista norte-americano (n. 1917).
- 2008 — Marcial Maciel, padre mexicano-americano (n. 1920).
- 2009
  - H. Guy Hunt, militar, pastor e político americano (n. 1933).
  - João Augusto Amaral Gurgel, empresário e industrial brasileiro (n. 1926).
  - José de Almeida Batista Pereira, padre católico brasileiro (n. 1917).
  - Teddy Mayer, empresário norte-americano (n. 1935).
- 2010 — Sølve Grotmol, apresentador de televisão norueguês (n. 1939).
- 2011 — John Barry, maestro e compositor britânico (n. 1933).
- 2015
  - Carl Djerassi, químico, escritor e dramaturgo austríaco-americano (n. 1923).
  - Geraldine McEwan, atriz britânica (n. 1932).
  - Gerrit Voorting, ciclista neerlandês (n. 1923).
  - Jelyu Jelev, filósofo e político búlgaro (n. 1935).
- 2016
  - Frank Finlay, ator britânico (n. 1926).
  - Francisco Flores Pérez, político salvadorenho (n. 1959).
- 2018 — Mark Salling, ator e músico americano (n. 1982).
- 2021 — Sophie, cantora, produtora musical, compositora e DJ britânica (n. 1986).
- 2024 — Chita Rivera, atriz e dançarina estadunidense (n. 1933).

## Feriados e eventos cíclicos

### Brasil
- Dia da Saudade
- Dia do Quadrinho Nacional
- Dia da Não Violência
- Dia do Pajador no Rio Grande do Sul, em homenagem ao poeta e pajador Jayme Caetano Braun

#### Municipais
- Aniversário do município de Governador Valadares, MG

### Cristianismo
- Batilda
- Martina de Roma
- Matias de Jerusalém
- Três Hierarcas Sagrados

## Outros calendários
- No calendário romano era o 3.º dia (III) antes das calendas de fevereiro.
- No calendário litúrgico tem a letra dominical B para o dia da semana.
- No calendário gregoriano a epacta do dia é i.